# Porella renifolia
Porella renifolia là một loài rêu tản trong họ Porellaceae. Loài này được (Stephani) Swails miêu tả khoa học lần đầu tiên năm 1970.